# Hans-Ulrich Rudel
Pour les articles homonymes, voir Rudel.
 (août 2016).
Hans-Ulrich Rudel, né le 2 juillet 1916 à Konradswaldau et mort le 18 décembre 1982 à Rosenheim, est un pilote allemand de Stuka et un membre convaincu du NSDAP. Il a été le militaire allemand le plus décoré de la Seconde Guerre mondiale et le seul à avoir reçu la croix de chevalier de la croix de fer avec feuilles de chêne et glaives en or et brillants. Il est resté un nazi impénitent jusqu'à la fin de sa vie[réf. souhaitée], suscitant à plusieurs reprises la controverse par ses prises de position. 
Rudel a mené plus de 2 530 missions de combat et a détruit plus de 2 000 cibles, terrestres (dont 519 chars), maritimes ou aériennes.

## Biographie

### Des débuts difficiles
Hans Ulrich Rudel est le fils d'un pasteur protestant de Konradswaldau (Basse-Silésie) en Allemagne. Après un parcours scolaire rapide, il réussit à devenir officier de réserve et rejoint la Luftwaffe en décembre 1936 comme cadet de l’école militaire de Wildpark-Werder (de).
Après six mois d’instruction, il entame l’entraînement en vol puis, au terme de six autres mois, obtient son brevet de pilote. Il est nommé sous-lieutenant et, pour ne pas être affecté sur bombardier lourd, se porte volontaire pour les Stukas.
En juin 1938, il intègre le groupe d’attaque I./St.G 168 basé à Graz en Autriche annexée. Les lents progrès de Rudel, promu lieutenant, ne satisfont pas son supérieur qui l’envoie, en janvier 1939, à l’école de pilotes de reconnaissance de Hiddesen. Affecté à l'escadrille de reconnaissance II./121 quand la guerre éclate, il participe à la campagne de Pologne et réalise à contre-cœur de longues missions d'observation avant d'être affecté dans un régiment d’instruction.
Le 11 octobre 1939, il reçoit la croix de fer de seconde classe et, en mai 1940, est affecté à l'entraînement sur le bombardier en piqué Junkers Ju 87. Après avoir achevé sa formation, Rudel est envoyé dans une base près de Stuttgart. Il n'est alors pas considéré comme un pilote particulièrement bon.
Après de nombreuses demandes insistantes, il réintègre, comme Oberleutnant, le groupe d’attaque I./St.G 3 basé à Caen pendant la campagne de France mais n’est pas autorisé à combattre. Lorsque son unité est déplacée en Italie, Rudel est quant à lui renvoyé à Graz pour une remise à niveau. Sa persévérance finit par payer ce qui lui permet d'être affecté au groupe d’attaque I./St.G 2 en Grèce. Cependant, sa réputation de mauvais pilote le poursuit. N’ayant toujours pas été reconnu apte à voler en mission de combat par ses nouveaux supérieurs, il est à nouveau tenu à l'écart des combats lors de l'invasion de la Crète, à laquelle prend part son escadrille. Une fois de plus, Rudel enrage.
Au sein du I./St.G 2 de retour en Allemagne, Rudel connaît enfin son baptême du feu le 23 juin 1941 lors du déclenchement de l'opération Barbarossa (l'invasion de l'Union soviétique). Ses talents de pilote se révèlent et il est décoré de la croix de fer de première classe dès le 18 juillet. Au cours d’une attaque, Rudel atteint la poupe du cuirassé soviétique Marat de 23 606 tonnes et deux jours plus tard, le 23 septembre, il coule un croiseur pendant l'attaque du port de Kronstadt, près de Léningrad. Le Marat, un navire hors d'âge, est endommagé mais va rester opérationnel comme plateforme de tir et même être renfloué après la guerre.
Rudel continue à être engagé sur le front de l'Est en appui des forces terrestres et reçoit la croix allemande en or le 8 décembre 1941. Le 6 janvier 1942, il est décoré de la croix de chevalier de la croix de fer et, en mars, il est temporairement écarté du front pour diriger l’école des réservistes de la Luftwaffe de Graz.

### Rudel et le Ju 87G

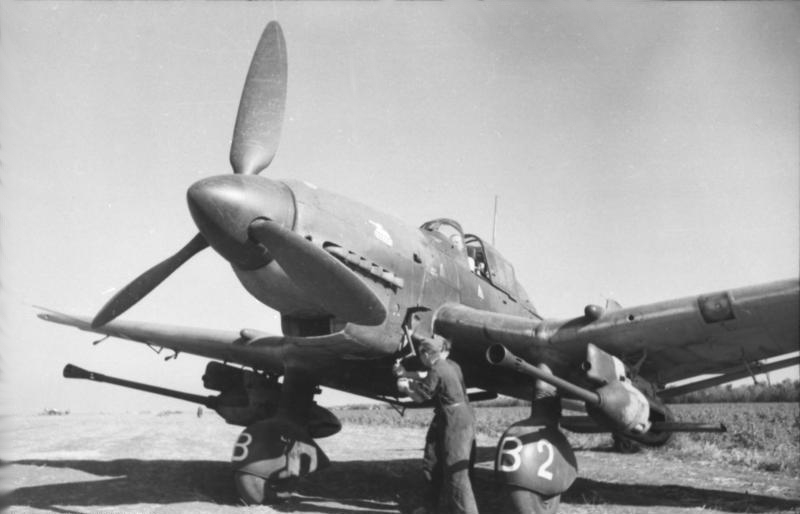
Démarrage à la manivelle du Ju 87G de Rudel armé de canons antichars Bordkanone de 37 mm sous les ailes (Union soviétique, juin 1943 guerre mondiale). Ainsi armé, le Ju 87 était surnommé le Kanonenvogel ou « oiseau canons ».

Après quelques mois, Rudel retrouve un poste actif sur le front de Crimée puis participe à la bataille de Stalingrad (été 1942 – janvier 1943). Après 1 000 missions de combat, Rudel prend part, en février 1943, à l'élaboration d'une variante antichar du Ju 87D-3 : le Ju 87G Gustav. Les lance-bombes de cette version sont déposés et remplacés par deux canons antichars BK 37 de 37 mm, dérivés du canon antiaérien Flak de même calibre, disposés en gondole sous les ailes. Avec ses deux gros canons, l'avion perd inévitablement en rapidité et en maniabilité et donc devient très vulnérable à la DCA. En contrepartie, la stabilité de l'avion lui permet de placer des coups au but avec une précision de 20  à   30 cm et peut endommager tout type de chars, voire les percer, en particulier sur leur plan horizontal supérieur. Il est donc décidé que son emploi se concentre sur un front en plein mouvement (donc avec peu d'artillerie anti-aérienne) et accompagné de Stukas ordinaires munis de bombes pour neutraliser les cibles conventionnelles. Rudel participe alors à l'unité chargée de l'essai opérationnel de l'appareil, le Panzerjagdkommando Weiss.
L'unité est presque aussitôt mise à contribution contre les troupes amphibies de transport dans la tête de pont du Kouban lorsque les Soviétiques franchissent les régions marécageuses. En l'espace de trois semaines, plus de 100 barges sont détruites, Rudel en revendiquant personnellement 70. Puis une fois les essais terminés, l'unité est dissoute. Le 16 mars dans la région de Belgorod, Rudel détruit son premier char avec son Stuka équipé de canons BK 37. Le 14 avril, Hitler lui attribue la croix de chevalier de la croix de fer avec feuilles de chêne mais le pilote demande à repartir à Kertch au plus vite pour présenter le Gustav à ses camarades. Bientôt promu Hauptmann (capitaine), il favorise ainsi la création d'une escadrille spécialisée sur cet appareil au sein de chaque StukaGeschwader (escadre de bombardement en piqué). Au sein même du I./St.G 2, Rudel met en place deux escadrilles de Ju 87G2 antichars.
Par la suite, les liens entre Rudel et le Ju 87 seront si étroits et tant glorifiés par la propagande que lorsque l'appareil sera mis au second plan pour obsolescence, la St.G 2 (plus tard renommée SG 2) qu'il sera amené à commander en gardera la majorité, même si c’est pour les utiliser en complément d’appareils plus récents comme le Focke-Wulf 190.

### Rudel et la fin du conflit
Lors de sa première mission sur Ju 87G à Koursk, Rudel détruit quatre chars soviétiques et en compte 12 à la fin de la journée. Il obtient en juillet 1943 le commandement du groupe III au sein de la I./St G2. Au mois de novembre, il parvient à mettre hors de combat plus de cent chars et reçoit alors la croix de chevalier de la croix de fer avec feuilles de chêne et glaives. Rudel est promu Major Le 26 mars 1944 du même mois, il détruit 17 autres chars de combat. Peu après ce nouvel exploit, Hitler le décore de la croix de chevalier de la croix de fer avec feuilles de chêne, glaives et brillants, décoration qui n'a été attribuée que 27 fois sur l'ensemble du conflit.
Le 1er septembre 1944, Rudel est promu Oberstleutnant et obtient un mois plus tard le commandement d'une escadrille d'attaque.
Le 29 décembre 1944, il est à nouveau décoré, cette fois de la croix de chevalier de la croix de fer avec feuilles de chêne et glaives en or et brillants et il est simultanément promu Oberst. Hitler lui remet personnellement cette décoration le 1er janvier 1945 à son Quartier général de Adlerhorst dans le Taunus, qu'il utilise pendant l'ultime offensive allemande qu'est la bataille des Ardennes. Rudel est à nouveau décoré le 14 janvier suivant, cette fois à Sopron en Hongrie, par le chef d’État en fonction Ferenc Szálasi qui lui remet la médaille pour la bravoure hongroise, plus haute décoration militaire de ce pays.
Simultanément, comme il est devenu une « légende », on interdit à Rudel de voler, de crainte que son avion ne soit abattu. Malgré cet ordre, il continue de prendre part au conflit, soit muni de l'autorisation personnelle de Hitler, soit de son propre chef.
Le 8 février 1945, il est à nouveau blessé à la cuisse droite par un obus de canon anti-aérien. Sa jambe est amputée peu après mais en avril, il reprend l'air et détruit 26 chars russes au cours du dernier mois de conflit. Il se rend aux forces alliées le 8 mai 1945 aux commandes de son Ju 87G2. Afin d'échapper aux Soviétiques, il organise un départ vers l'ouest et contacte les autorités américaines de la base de Kitzingen. Les Américains au sol n'ayant pas reçu son message, ils sont surpris de voir atterrir sur leur terrain plusieurs Stuka ainsi que son Focke-Wulf Fw 190 personnel, piloté par une femme. Ce dernier sera essayé par les pilotes US après sa saisie intacte. Les autres avions seront volontairement endommagés lors de l'atterrissage.

### L'après-guerre
En 1948, Rudel émigre en Argentine où il fonde, à Buenos Aires, le « Kameradenwerk », une organisation qui de facto fournit une aide aux criminels de guerre. Le « Kameradenwerk » a compté dans ses rangs d’anciens nazis et des criminels de guerre tels que l'ancien SS Ludwig Lienhardt, l'ancien membre de la Gestapo Kurt Christmann (de) ou encore le criminel de guerre autrichien Fridolin Guth. Cette organisation a aussi aidé, en plus des criminels qui avaient trouvé refuge en Argentine, d’anciens nazis emprisonnés en Europe, comme Rudolf Hess et Karl Dönitz, en leur envoyant des colis de nourriture et en payant leurs frais d'avocat. Rudel, en compagnie de Willem Sassen (en), a également assuré la protection de Josef Mengele, l'ancien médecin du camp d'extermination d'Auschwitz.
Les années suivantes, Rudel fait carrière en tant que marchand d'armes et conseiller militaire pour le compte de diverses dictatures militaires d'Amérique latine. Il devient ainsi le confident du dictateur argentin Juan Perón. Il écrit In Spite of Everything, livre qui entre autres « justifie » les thèses nazies auxquelles Rudel continue d'adhérer, et des mémoires, Pilote de Stuka, retraçant sa carrière. Même avec une jambe en moins, il reste un sportif accompli, joue au tennis et fait du ski. Il escalade le plus haut sommet américain, l'Aconcagua (6 962 mètres) et, par trois fois, gravit les pentes d'un des plus hauts volcans sur Terre, le Llullaillaco, qui culmine à 6 739 mètres en Argentine.
De retour en Allemagne en 1951, il devient porte-parole du « Freikorps Deutschland ». Resté un nazi et un antisémite convaincu, il lui est interdit de prendre la parole en public après avoir qualifié le chancelier de l'époque de « rabbi Adenauer ». Rudel soutient également de nombreux groupuscules et partis d'extrême-droite en Allemagne de l'Ouest. En 1953, il devient même candidat aux élections parlementaires pour le Deutsche Reichspartei (DRP). Après la chute de Perón en 1955, Rudel s'installe au Paraguay où il entretient d'étroites relations avec le dictateur du pays Alfredo Stroessner. Après le coup d'État de Pinochet à Santiago en 1973, Rudel part au Chili.
Rudel provoque également un scandale politique en République fédérale d'Allemagne en se rendant, à la suite d'une invitation d'officiers supérieurs de la Bundeswehr, à une rencontre d'anciens combattants sur une base aérienne en Allemagne. À la suite de cette affaire, en octobre 1976, le ministre de la Défense allemand Georg Leber met à la retraite d'office deux généraux de la Luftwaffe : Karl-Heinz Franke (de) et Walter Krupinski.
Le 6 janvier 1981 à Aumühle, petit village proche de Hambourg où repose aussi Bismarck, le chancelier de l'unification de l’Allemagne, Rudel assiste aux funérailles du Großadmiral Karl Dönitz, également successeur désigné du Führer ; il y est très entouré et on lui demande de nombreux autographes.
L'année suivante, Rudel meurt à 66 ans à Rosenheim : il est enterré à Dornhausen où sa tombe est toujours l'objet d'hommages anonymes ou publics. Il n'a jamais été inquiété pour ses activités politiques.

## Bilan de sa carrière dans la Luftwaffe
Au total, Rudel a réalisé plus de deux mille sorties sur presque tous types de Ju 87 et environ 400 à bord du Focke-Wulf 190, soit un total de 2 530 missions de combat, représentant toujours un record mondial. Il a détruit près de 2 000 cibles au sol (dont 519 chars), mais on compte également parmi ses victoires un cuirassé, deux croiseurs et un destroyer ainsi que 9 victoires aériennes homologuées. Il a été abattu 32 fois (derrière les lignes ennemies), mais est toujours parvenu à s'échapper en dépit de la récompense de 100 000 roubles que Staline en personne avait offerte pour sa capture. Les informations collectées par Rudel au cours de sa carrière ont également servi au développement du Thunderbolt II, en service dans l'Armée de l’air américaine à partir du milieu des années 1970, en tant qu'avion d'attaque au sol.

## Décorations

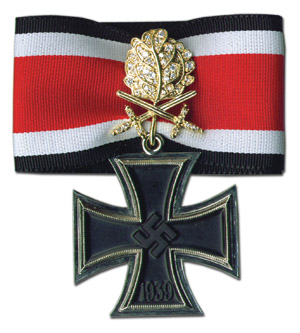
Croix de chevalier de la croix de fer avec feuilles de chêne et glaives en or et brillants dont Rudel a été le seul titulaire.

- Agrafe des vols au front en or et diamants avec fanion « 2 000 »
- Ehrenpokal der Luftwaffe (20 octobre 1941)[10]
- Insigne des blessés en or
- Insigne de pilote-observateur en or avec diamants
- Croix allemande en or (2 décembre 1941)
- Croix de fer (1939)
  - 2e classe (10 novembre 1939)[10]
  - 1re classe (18 juillet 1941)[10]
- Croix de chevalier de la croix de fer avec feuilles de chêne et glaives en or et brillants
  - Croix de chevalier le 6 janvier 1942 en tant que Oberleutnant, pilote et officier technique du III./StG 2 "Immelmann"[11]
  - 229e feuilles de chêne le 14 avril 1943 en tant que Oberleutnant et Staffelkapitän du I/StG 2 "Immelmann"[11]
  - 42e glaives le 25 novembre 1943 en tant que Hauptmann et leader du III/StG 2 "Immelmann"[11]
  - 10e brillants le 29 mars 1944 en tant que Major et Gruppenkommandeur du III/StG 2 "Immelmann"[11]
  - 1er en or le 29 décembre 1944 en tant que Oberstleutnant et Geschwaderkommodore du SG 2 "Immelmann"[11],[12]
- Médaille d'or de la Bravoure hongroise (1er des quatre récipiendaires étrangers (allemands)) (14 janvier 1945)
- Médaille de la valeur militaire italienne[13]
- Mentionné cinq fois dans la revue Wehrmachtbericht (27 mars 1944, 28 mars 1944, 3 juin 1944, 6 août 1944, 10 février 1945)

## Devise
« Verloren ist nur, wer sich selbst aufgibt » (« N'est perdu que celui qui s'abandonne lui-même»)[réf. nécessaire].